# 孫福明
孫 福明（そん ふくめい、Sun Fuming 、1974年4月14日 - ）は、中国の
遼寧省鉄嶺出身の女子柔道家。178cmで124kg。
現役時代は78kg超級の選手だった。

## 人物
1995年の世界選手権は無差別で2位に終わったが、翌年の1996年アトランタオリンピックではキューバのエステラ・ロドリゲスと対戦して優勝を果たし、金メダルを獲得している。しかし、続くパリでの世界選手権では準決勝で二宮美穂の一本負けにより3位に終わった。その後、暫くは以前ほどの活躍は見られなかったものの2002年のアジア大会と翌年の世界選手権で優勝した。アテネオリンピックでは準決勝でキューバのダイマ・ベルトランと対戦して敗れ3位に終わった。比較的小柄な体格ながら、豪快な背負投を得意技にしていた。

## 主な戦績
(階級表記のない大会は全て72kg超級及び78kg超級での成績)
- 1995年 - ユニバーシアード　3位
- 1995年 - 世界選手権　無差別　2位
- 1995年 - 福岡国際　無差別　2位
- 1996年 - アトランタオリンピック　優勝
- 1996年 - 福岡国際　72kg超級　2位　無差別　優勝
- 1997年 - 東アジア大会　優勝
- 1997年 - 世界選手権　3位
- 1997年 - 福岡国際　78kg超級　3位　無差別　優勝
- 1998年 - ワールドカップ国別団体戦　3位
- 1999年 - 福岡国際　無差別　3位
- 1999年 - オランダ国際　優勝
- 2000年 - ハンガリー国際　2位
- 2000年 - アジア選手権 無差別　優勝
- 2000年 - 福岡国際　2位
- 2001年 - 東アジア大会　無差別　優勝
- 2001年 - 福岡国際　優勝
- 2001年 - 韓国国際　2位
- 2001年 - 青島国際　無差別　優勝
- 2002年 - アジア大会　優勝
- 2002年 - 福岡国際　優勝
- 2003年 - 世界選手権　優勝
- 2004年 - アテネオリンピック　3位